# Natação no Campeonato Mundial de Esportes Aquáticos de 2013 - 800 m livre feminino
A prova dos 800 metros livre feminino da natação no Campeonato Mundial de Esportes Aquáticos de 2013 ocorreu entre os dias 2 de agosto e 3 de agosto no Palau Sant Jordi  em Barcelona.

## Recordes
Antes desta competição, os recordes mundiais e do campeonato nesta prova eram os seguintes:
| Tipo                  | Atleta            | Tempo   | Local  | Data                 |
| --------------------- | ----------------- | ------- | ------ | -------------------- |
|                       | Rebecca Adlington | 8:14.10 | Pequim | 16 de agosto de 2008 |
| Recorde do campeonato | Lotte Friis       | 8:15.92 | Roma   | 1 de agosto de 2009  |

Os seguintes novos recordes foram estabelecidos durante esta competição. 
| Data        | Prova | Nadadora      | Nacionalidade  | Tempo   | Recordes |
| ----------- | ----- | ------------- | -------------- | ------- | -------- |
| 3 de agosto | Final | Katie Ledecky | Estados Unidos | 8:13.86 | ,        |

## Medalhistas
| Ouro                | Prata             | Bronze             |
| Katie Ledecky (USA) | Lotte Friis (DEN) | Lauren Boyle (NZL) |

## Resultados

### Eliminatórias
Esses foram os resultados das eliminatórias.
| Pos. | Bateria | Raia | Nadadora                  | Nacionalidade          | Tempo    | Notas            |
| ---- | ------- | ---- | ------------------------- | ---------------------- | -------- | ---------------- |
| 1    | 4       | 4    | Katie Ledecky             | Estados Unidos         | 8:20.65  | Q                |
| 2    | 2       | 5    | Lauren Boyle              | Nova Zelândia          | 8:21.00  | Q,               |
| 3    | 4       | 5    | Lotte Friis               | Dinamarca              | 8:23.00  | Q                |
| 4    | 2       | 4    | Mireia Belmonte           | Espanha                | 8:25.03  | Q                |
| 5    | 3       | 3    | Boglárka Kapás            | Hungria                | 8:25.26  | Q                |
| 6    | 3       | 7    | Martina de Memme          | Itália                 | 8:26.95  | Q                |
| 7    | 3       | 6    | Andreina Pinto            | Venezuela              | 8:27.03  | Q                |
| 8    | 4       | 3    | Chloe Sutton              | Estados Unidos         | 8:27.41  | Q                |
| 9    | 3       | 4    | Jazmin Carlin             | Reino Unido            | 8:27.48  |                  |
| 10   | 2       | 3    | Jessica Ashwood           | Austrália              | 8:27.74  |                  |
| 11   | 2       | 2    | Kristel Köbrich           | Chile                  | 8:29.32  |                  |
| 12   | 4       | 2    | Shao Yiwen                | China                  | 8:29.71  |                  |
| 13   | 3       | 2    | Alexa Komarnycky          | Canadá                 | 8:29.87  |                  |
| 14   | 3       | 5    | Xu Danlu                  | China                  | 8:29.98  |                  |
| 15   | 3       | 1    | Sarah Köhler              | Alemanha               | 8:34.72  |                  |
| 16   | 3       | 0    | Samantha Arevalo          | Equador                | 8:35.99  | Recorde nacional |
| 17   | 4       | 6    | Eleanor Faulkner          | Reino Unido            | 8:36.04  |                  |
| 18   | 4       | 1    | Isabelle Härle            | Alemanha               | 8:36.83  |                  |
| 19   | 2       | 6    | Beatriz Gómez Cortes      | Espanha                | 8:37.26  |                  |
| 20   | 4       | 7    | Savannah King             | Canadá                 | 8:40.35  |                  |
| 21   | 2       | 1    | Julia Hassler             | Liechtenstein          | 8:40.89  |                  |
| 22   | 4       | 0    | Susana Escobar            | México                 | 8:42.84  |                  |
| 23   | 2       | 8    | Tjasa Oder                | Eslovênia              | 8:42.96  |                  |
| 24   | 4       | 8    | Katya Bachrouche          | Líbano                 | 8:50.08  |                  |
| 25   | 3       | 9    | Khoo Cai Lin              | Malásia                | 8:51.87  |                  |
| 26   | 3       | 8    | Carolina Bilich           | Brasil                 | 8:52.10  |                  |
| 27   | 4       | 9    | Virginia Bardach          | Argentina              | 8:52.79  |                  |
| 28   | 2       | 0    | Kyna Pereira              | África do Sul          | 8:54.10  |                  |
| 29   | 2       | 9    | Andrea Basaraba           | Sérvia                 | 8:58.04  |                  |
| 30   | 1       | 6    | Valerie Gruest            | Guatemala              | 8:59.70  |                  |
| 31   | 1       | 4    | Benjaporn Sriphanomithorn | Tailândia              | 9:05.32  |                  |
| 32   | 1       | 3    | Lani Cabrera              | Barbados               | 9:08.84  |                  |
| 33   | 1       | 5    | Raina Ramdhani            | Indonésia              | 9:10.75  |                  |
| 34   | 1       | 2    | Daniela Miyahara          | Peru                   | 9:15.94  |                  |
| 35   | 1       | 7    | Daniela Benavides         | Cuba                   | 9:38.20  |                  |
| 36   | 1       | 8    | San Khant Khant Su        | Myanmar                | 10:03.20 |                  |
| 37   | 1       | 1    | Monica Saili              | Samoa                  | 10:11.46 |                  |
| 38   | 1       | 0    | Victoria Chentsova        | Marianas Setentrionais | 10:14.63 |                  |
| 39   | 2       | 7    | Camille Muffat            | França                 | 99.99    | DNS              |

### Final
Esse foi o resultado da final. 
| Pos.              | Raia | Nadadora         | Nacionalidade  | Tempo   | Notas              |
| ----------------- | ---- | ---------------- | -------------- | ------- | ------------------ |
| Medalha de ouro   | 4    | Katie Ledecky    | Estados Unidos | 8:13.86 | ,                  |
| Medalha de prata  | 3    | Lotte Friis      | Dinamarca      | 8:16.32 |                    |
| Medalha de bronze | 5    | Lauren Boyle     | Nova Zelândia  | 8:18.58 | Recorde da Oceania |
| 4                 | 2    | Boglárka Kapás   | Hungria        | 8:21.21 | Recorde nacional   |
| 5                 | 6    | Mireia Belmonte  | Espanha        | 8:21.99 |                    |
| 6                 | 8    | Chloe Sutton     | Estados Unidos | 8:27.75 |                    |
| 7                 | 1    | Andreina Pinto   | Venezuela      | 8:29.37 |                    |
| 8                 | 7    | Martina de Memme | Itália         | 8:37.29 |                    |

Legenda
| Recorde mundial       | Recorde mundial (World record)               |                       | Recorde africano                      | Recorde africano (African) |                                           | Q | Classificado por posição (Qualified) |
| Recorde do campeonato | Recorde do campeonato (Championship record)  | Recorde da América    | Recorde da América (Americas)         | q                          | Classificado por melhor tempo (Qualified) |   |                                      |
| Melhor marca do ano   | Melhor marca do ano (World leading)          | Recorde asiático      | Recorde asiático (Asian)              | DNS                        | Não largou (Did not start)                |   |                                      |
| Recorde nacional      | Recorde nacional (National record)           | Recorde europeu       | Recorde europeu (European)            | DNF                        | Não terminou (Did not finish)             |   |                                      |
| Recorde pessoal       | Recorde pessoal do atleta (Personal best)    | Recorde da Oceania    | Recorde da Oceania (Oceania)          | DSQ / DQ                   | Desclassificado (Disqualified)            |   |                                      |
| Recorde da temporada  | Recorde da temporada do atleta (Season best) | Recorde sul-americano | Recorde sul-americano (South America) | NM                         | Sem marca (No mark)                       |   |                                      |